# Aszur-bel-kala
Aszur-bel-kala (akad. Aŝšur-bēl-kala, w transliteracji z pisma klinowego zapisywane maš-šur-EN-ka-la; tłum. „(bóg) Aszur jest panem wszystkiego”) – król Asyrii, syn Tiglat-Pilesera I, ojciec Eriba-Adada II; według Asyryjskiej listy królów panować miał przez 18 lat. Jego rządy datowane są na lata 1073-1056 p.n.e.

## Panowanie
Państwo średnioasyryjskie, które pod koniec panowania Tiglat-Pilesera I (1114-1076 p.n.e.) i podczas krótkotrwałego panowania Aszared-apil-Ekura (1075-1074 p.n.e.) poważnie osłabło w wyniku ciągłych najazdów koczowniczych plemion Aramejczyków, odżyło na krótko pod rządami Aszur-bel-kala. W inskrypcjach tego władcy, opisujących pierwsze lata jego panowania, zachowały się informacje o jego licznych wyprawach wojennych, skierowanych przede wszystkim na zachód, przeciw koczowniczym Aramejczykom oraz miastom i krainom leżącym pomiędzy Chaburem a Eufratem. Jedna z jego kampanii skierowana była też przeciw krainie Urartu (w źródłach asyryjskich Uruatri), gdzie zdobyć miał on liczne miasta i wielkie łupy. W trakcie innej wyprawy wojennej, skierowanej tym razem na południe, przeciw Babilonii, władca ten dotrzeć miał w okolice miasta Dur-Kurigalzu:

W roku tym, w miesiącu šabaṭu, rydwany i [...] wyruszyli z Aszur i zdobyli miasta [..]indiszulu i [...]sandu, które są w okręgu miasta Dur-Kurigalzu. Pojmali oni Kadaszman-Buriasza, syna Itti-Marduk-balatu, gubernatora ich kraju

Wyprawa ta zmusiła najprawdopodobniej króla babilońskiego Marduk-szapik-zeri (1082-1070 p.n.e.) do zawarcia korzystnego dla Asyrii pokoju. Kronika synchronistyczna wspomina bowiem, iż Aszur-bel-kala zawarł z tym władcą traktat pokojowy, a po jego śmierci odegrał decydującą rolę w osadzeniu na tronie Babilonu marionetkowego władcy Adad-apla-iddiny (1069-1048 p.n.e.), co uczyniło z Babilonii de facto państwo wasalne:

Za czasów (panowania) króla Aszur-bel-kala [z Asyrii] Marduk-szapik-zeri (był) królem Kardu[niasz] (tj. Babilonii). Obaj zawar[li] obopólne porozumienie i całkowity pokój. Za czasów (panowania) króla Aszur-bel-kala [z Asyrii] Marduk-szapik-zeri, król Karduniasz, zmarł. On (tj. Aszur-bel-kala) narzucił (Babilończykom) Adad-apla-iddinę, syna Esagil-szaduni, syna nikogo, jako króla. Król Aszur-bel-kala z Asyrii poślubił córkę króla Adad-apla-iddiny z Karduniasz i zab[rał] ją do Asyrii wraz z olbrzymim posagiem. Lud Asyrii i Karduniasz został zebrany razem

Pod wrażeniem wszystkich tych dokonań władcy asyryjskiego miał być faraon egipski, który - według informacji z jednej z inskrypcji - przysłać miał Aszur-bel-kala dar w postaci egzotycznych zwierząt:

Król Egiptu przysłał wielką małpę - samicę, krokodyla, „rzecznego człowieka” (i) stworzenia z Wielkiego Morza. On (tj. Aszur-bel-kala) wystawił (je) na pokaz ludowi swego kraju

Wydaje się, iż pod koniec rządów Aszur-bel-kala pomyślna passa zaczęła się od niego odwracać. Większość, jeżeli nie wszystkie inskrypcje tego władcy, pochodzą bowiem z początków jego panowania, brak jest natomiast tekstów opisujących wydarzenia z ostatnich lat jego rządów. Może to sugerować, że Aramejczycy stopniowo uzyskali przewagę, a działania wojenne Aszur-bal-kala z konieczności ograniczać się musiały jedynie do obrony terytorium jego państwa. Potwierdzeniem tego przypuszczenia może być wyraźny spadek znaczenia państwa asyryjskiego za rządów kilku kolejnych jego następców.

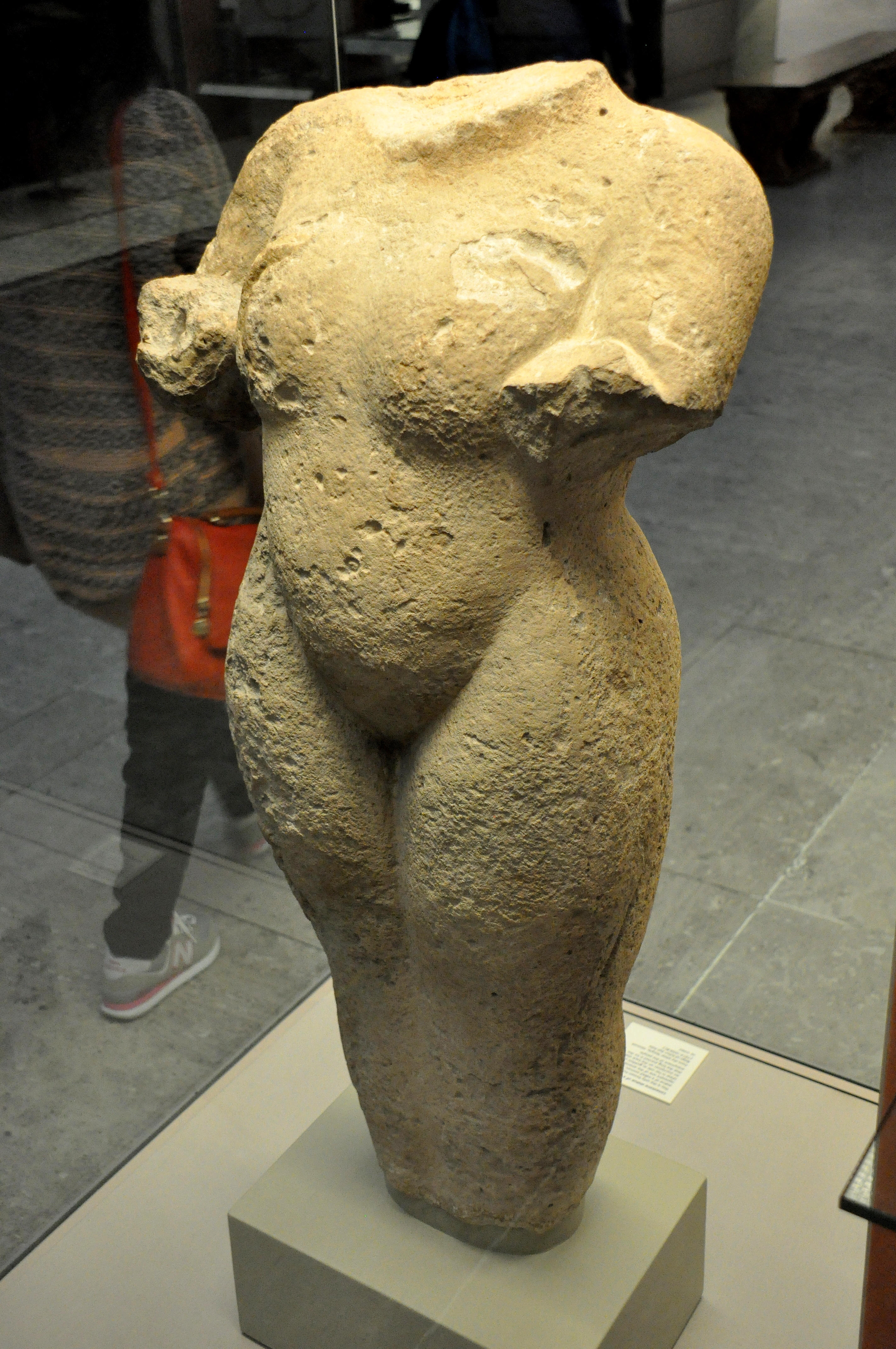
Posąg nagiej kobiety z świątyni Isztar w Niniwie z okresu panowania Aszura-bel-kala, zbiory British Musuem

## Złamany obelisk
Z panowaniem Aszur-bel-kala związany jest kamienny zabytek zwany Złamanym obeliskiem (ang. Broken Obelisk). Odkryty on został w 1853 roku przez Hormuzda Rassama w trakcie jego prac wykopaliskowych w Niniwie. Na obelisku tym wyryta została inskrypcja upamiętniająca militarne, myśliwskie i budowlane dokonania króla Aszur-bel-kala z pierwszych lat jego panowania. Na przedniej jego stronie znajduje się też płaskorzeźba ukazująca tego władcę triumfującego nad pokonanymi wrogami. Obecnie zabytek ten znajduje się w zbiorach British Museum.

## Aszur-bel-kala jako budowniczy
Większość inskrypcji Aszur-bel-kala odkryta została w Aszur i wydaje się, iż najważniejsze jego prace budowlane prowadzone były właśnie w tym mieście. Zgodnie z tekstem ze Złamanego obelisku, który jako jedyny zawiera dobrze zachowane ustępy z opisem tych prac, władca ten pogłębił w tym mieście fosę, odnowił bramy, mury miejskie i nabrzeże portowe, wybudował nowy pałac i ozdobił go cennymi gatunkami drewna, a także udrożnił jeden z kanałów zakładając przy nim ogrody.

## Aszur-bel-kala jako myśliwy
Wiele miejsca w inskrypcjach Aszur-bel-kala zajmują opisy jego królewskich polowań, mające podkreślać niezwykłe męstwo i nieprzeciętne umiejętności tego władcy. Zgodnie z tekstem inskrypcji ze Złamanego obelisku polować miał on na dzikie byki i słonie (część z nich chwytając żywcem), zabijać własnoręcznie lwy (polując na nie pieszo lub z rydwanu), chwytać żywcem gazele, kozły skalne i jelenie, polować  na niedźwiedzie, dziki, wilki, a nawet strusie. Przebywając w mieście Arwad, nad Morzem Śródziemnym (zwanym w jego inskrypcjach Wielkim Morzem), miał on nawet zapolować w morzu na zwierzę zwane nāhiru:

Bogowie Ninurta i Nergal, którzy kochają jego (tj. Aszur-bel-kala) posługę kapłańską, obdarzyli go polowaniem i na łodziach z krainy Arwad popłynął on (i) zabił nāhiru w Wielkim Morzu.

Dwie kamienne podobizny tego zwierzęcia, wykonane na rozkaz Aszur-bel-kala, stanąć miały przy jednych z drzwi w jego pałacu w Aszur.
Warto też wspomnieć, iż w czasie wykopalisk w Aszur odkryto na dziedzińcu świątyni boga Aszura niewielką kamienną figurkę, mającą według umieszczonej na niej inskrypcji należeć do wyposażenia pałacu Aszur-bel-kala. Figurka ta przedstawia zwierzę, najprawdopodobniej rodzaj mureny. Wykonana ona została prawdopodobnie na rozkaz króla, by upamiętnić fakt złapania lub zabicia przez niego tego nieznanego Asyryjczykom zwierzęcia. 